# Каплиця РКЦ (Папірня)
Каплиця РКЦ в Папірні — колишня римсько-католицька церква в селі Папірні Білобожницької громади Чортківського району Тернопільської области України.

## Відомості
- 1893 — з ініціативи та фундацією янівського настоятеля о. Михаїла Ліци й пожертвами місцевих власників Дунін-Борковських і вірних споруджено та освячено муровану філіальну каплицю.
- 1925 — римсько-католицька спільнота увійшла до складу парафії с. Кобиловолоки.
- 1930-ті — каплицю перебудовано.

У радянський період будівля святині використовувалася як адміністративного чи господарського призначення. Нині — не діюча.